# Distrikt Ticaco
Der Distrikt Ticaco liegt in der Provinz Tarata in der Region Tacna in Südwest-Peru. Der Distrikt wurde am 12. November 1874 gegründet. Er besitzt eine Fläche von 356 km². Beim Zensus 2017 wurden 622 Einwohner gezählt. Im Jahr 1993 lag die Einwohnerzahl bei 1403, im Jahr 2007 bei 815. Die Distriktverwaltung befindet sich in der 3277 m hoch gelegenen Ortschaft Ticaco mit 578 Einwohnern (Stand 2017). Ticaco befindet sich 3 km nordnordwestlich der Provinzhauptstadt Tarata.

## Geographische Lage
Der Distrikt Ticaco liegt in der Cordillera Volcánica im zentralen Nordosten der Provinz Tarata. Der Río Ticalaco, Oberlauf des Río Sama, durchfließt den Distrikt in überwiegend südlicher Richtung. Der Río Mauri fließt entlang der nördlichen Distriktgrenze nach Osten.
Der Distrikt Ticaco grenzt im Südwesten an den Distrikt Héroes Albarracín, im Westen an den Distrikt Sitajara, im Nordwesten an den Distrikt Susapaya, im Norden an den Distrikt Capaso (Provinz El Collao) sowie im Südosten an den Distrikt Tarata.